# Platine (arme)
 (octobre 2024).
Si vous disposez d'ouvrages ou d'articles de référence ou si vous connaissez des sites web de qualité traitant du thème abordé ici, merci de compléter l'article en donnant les références utiles à sa vérifiabilité et en les liant à la section « Notes et références ».
Pour les articles homonymes, voir Platine (homonymie).

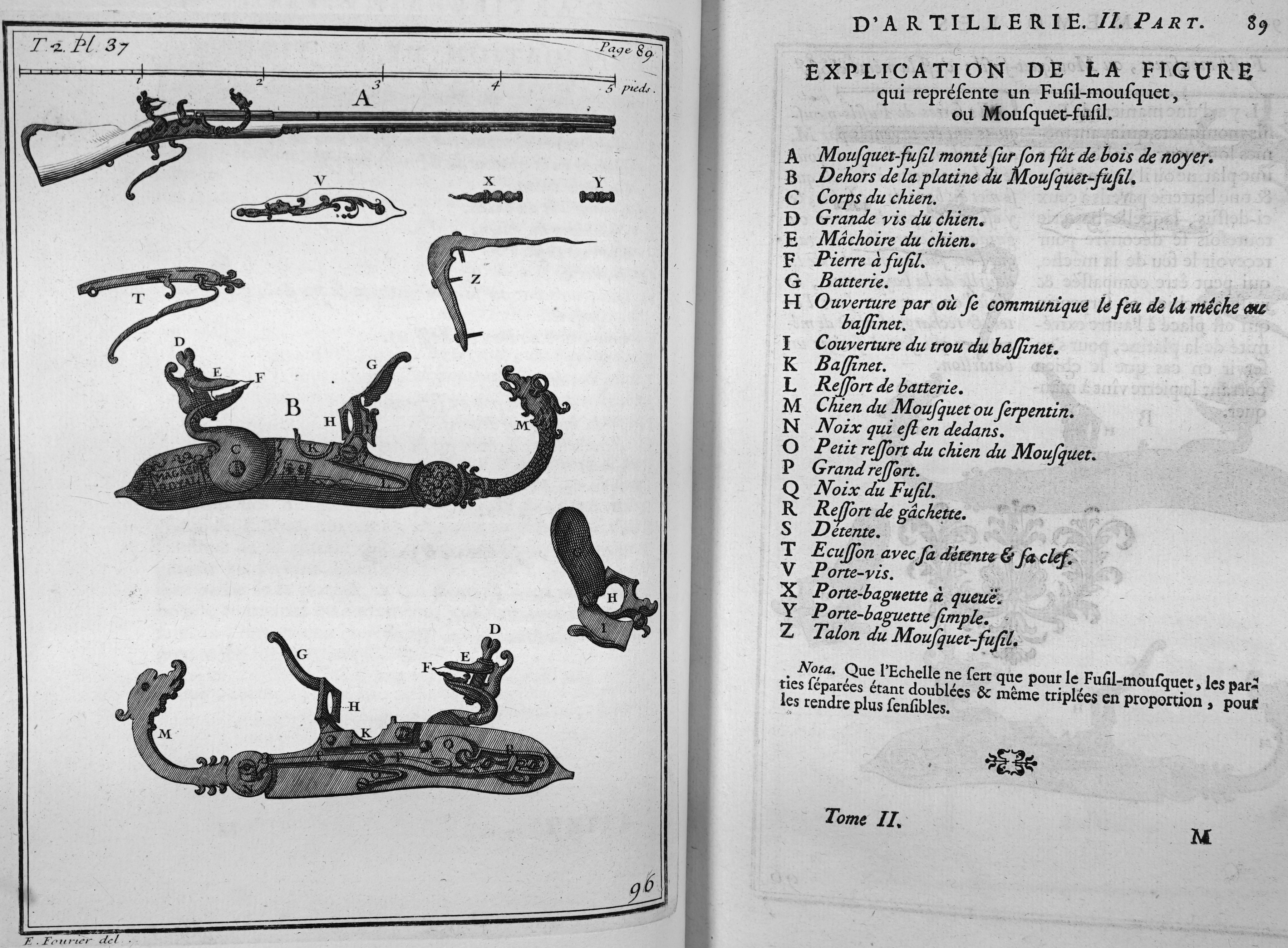
Platine, gravure dans : Pierre Surirey de Saint-Remy, Mémoires d'artillerie, 1697.

La platine d'une arme à feu est un ensemble mécanique assurant la percussion. Il en existe de nombreuses variantes.
Le terme est plus souvent employé afin de décrire des mécanismes d'armes légères, en particulier de poing. La plupart des armes longues contemporaines sont dépourvues de chiens apparents et emploient des mécanismes asservis de sorte que le fait de chambrer une cartouche puis verrouiller, par exemple en refermant un fusil, arme l'ensemble, ce qui signifie que cela le place en état de percuter.
Pour certaines armes automatiques, la platine intègre également la fonction de sélecteur de tir, l'action sur la détente déclenchant un tir semi-automatique lorsqu'elle est partiellement pressée et automatique lorsqu'elle est complètement pressée.
Les obus, surtout contemporains, sont quant à eux rarement percutés car les pièces d'artillerie recourent souvent à un allumage électrique.

## Platines d'armes anciennes

Fonctionnement.

- 1400, Couleuvrine : à main appelé baston à feu, allumage de la poudre à l’aide d’une mèche incandescente présentée manuellement sur l’orifice de mise à feu.

- 1450,  Platine à mèche : premier système sommaire de mise à feu par la présentation mécanisée de la mèche devant l’orifice[1].

- v. 1500,  Platine à rouet : d’origine imprécise, bien qu’un système de rouet soit représenté sur le codex Atlanticus de Léonard de Vinci, ce mécanisme complexe d’une pyrite frottant sur une petite roue crantée, est probablement issu de l’habileté d’un horloger. Il apparait en Allemagne au début du XVIe siècle[1].

- 1550,  Platine à chenapan et à miquelet  : de conception totalement différente de la platine à rouet, l’une d’origine d’Europe du Nord et l’autre d’origine espagnole, ces deux platines sont conçues sur le principe d’un morceau de silex frottant sur une plaque métallique.

- 1612,  Platine à silex [1]: développée par Marin Bourgeois qui s’inspira des deux précédentes platines pour aboutir à un système plus fiable qui équipa toutes les armes (fusil et pistolet) pendant deux siècles.

- 1818,  Platine à percussion : créée à la suite de l’invention de l’amorce à base de fulminate de mercure par  l’armurier Jean Lepage puis l'encapsulage par François Prélat. Système beaucoup plus fiable et moins tributaire des conditions atmosphériques que les platines précédentes qui furent modifiée pour recevoir ce nouveau système qui dura jusqu’aux environ de 1865 et remplacé depuis 1830 par le système à cartouche introduite directement dans la culasse et la percussion à broche.

## Simple action
La queue de détente d'une arme dont la platine fonctionne en mode simple action (SA) ne permet que de libérer le mécanisme de percussion, non de l'armer. Avant de tirer il faut donc, par une action manuelle, armer en plaçant certaines pièces de ce mécanisme dans la position permettant la percussion.
Dans le cas d'une arme de poing classique comme le Colt Modèle 1873, cela signifie que lorsque le chien est abattu, donc incapable de percuter une munition, il faut pour tirer l'armer manuellement, donc le ramener vers l'arrière de l'arme où il restera en position. Si l'arme est par ailleurs prête, une action sur la queue de détente laissera alors immédiatement le chien s'abattre, percutant la munition donc déclenchant le tir. Certaines armes ne fonctionnent qu'en SA, il faut donc ainsi armer manuellement avant chaque tir, à moins qu'un mécanisme ne ramène automatiquement le chien en position levée à chaque tir. C'est le cas entre autres du Colt M1911.
Bien souvent pour les armes d'épaules à répétition manuelle comme le fusil à pompe, le fusil à verrou ou encore la carabine à levier de sous-garde de type Winchester, la manœuvre du mécanisme de rechargement arme également le mécanisme de percussion.

## Double action
Une arme fonctionnant en mode double action (DA) offre la possibilité d'armer le mécanisme de percussion en actionnant sa queue de détente. Dans le cas d'une arme de poing cela signifie le plus souvent que durant la course de la queue de détente, pressée par l'utilisateur, le chien s'armera peu à peu jusqu'à atteindre un point de décrochage puis s'abattra violemment afin de provoquer la percussion. Cette course est plus longue et exige davantage de force qu'en simple action (SA) car cette dernière ne fait que libérer le chien.
Les premières armes à double action furent des revolvers mis au point vers 1850.
L'immense majorité des armes de poing fonctionnant en double action sont également utilisables en simple action (SA/DA), donc après avoir armé manuellement le chien. Certaines ne sont toutefois utilisables qu'en double action obligatoire (DAO). C'est par exemple le cas de modèles carrossés avec un chien non apparent, ou sans chien, dites hammerless, comme les pistolets Glock à percuteur lancé, afin de réduire les aspérités ou l'exposition à un environnement hostile. Mais la majorité des pistolets semi-automatiques a un mécanisme dit double action/simple action (DA/SA). Le premier coup est en double action (armement du chien par la détente et percussion) puis en simple action pour le coup suivant (le recul de la culasse a armé le chien, la détente ne fait que déclencher la percussion). C'est le cas de pistolets comme le Beretta 92 ou le Heckler & Koch USP.

## Platine et tir de combat
Le poids de départ d'une arme donnée est plus élevé en DA qu'en SA. Le poids de départ type d'une arme de poing utilisée en simple action est d'environ 2 kg tandis que la double action exigera environ 4 kg.
La pression à exercer sur la détente d'une arme à double action est plus importante que lorsque le chien est déjà armé puisqu'elle doit mettre en mouvement un plus grand nombre de pièces et comprimer le ressort qui provoquera la percussion, et donc la mise à feu de la munition. Une platine DA présente deux désavantages majeurs :
- elle nuit à la précision du tir, l'effort fourni limitant la stabilité de l'arme dans la main (d'où la préconisation actuelle du tir à deux mains : la main gauche enrobant et soutenant l'effort de la droite pour les personnes droitières, et vice-versa pour les gauchères),
- elle ralentit la cadence de tir.

Aucun type de platine n'est toutefois intrinsèquement supérieur à l'autre. Le choix dépendra des objectifs poursuivis donc du mode et du contexte d'utilisation de l'arme.

### Simple action
Le pistolet simple action se porte cartouche chambrée et chien armé ou non suivant le contexte.
Dans le cas d'une arme de poing de combat portée tous les jours, l'emploi d'un semi-automatique Simple Action n'est pas irréaliste car les mécanismes sûrs des armes contemporaines interdisent toute percussion accidentelle lorsque la queue de détente n'est pas pressée, voire si la poignée n'est pas tenue. C'est pourquoi certains portent un pistolet Simple Action chien armé, cartouche chambrée et sans sûreté engagée. En cas de nécessité ils dégainent l'arme, visent puis pressent la détente. La double action devient dès lors superflue et s'en affranchir offre moyen de réduire :
- la complexité de l'arme car le mécanisme de détente ne prend pas en charge le réarmement du chien. Cela augmente sa fiabilité et réduit sa masse,
- le poids de départ,
- la course de la queue de détente.

Tout cela offre selon eux une fiabilité accrue ainsi qu'un temps de réaction aussi court que possible. C'est pourquoi certains pistolets de combat contemporains fonctionnent en mode Simple Action alors même que le Walther modèle PP, premier pistolet semi-automatique à double action, existe depuis 1929 et le DAO de 1913 avec le pistolet Manufrance LeFrançais.
En revanche, les utilisateurs peu entraînés n'apprécient d'ordinaire guère son faible poids de départ, qui augmente la probabilité d'un tir intempestif (par exemple par un coup de doigt), ainsi que le chien armé qui donne l'impression de pouvoir se décrocher donc percuter la munition accidentellement, par exemple en cas de choc. Cette crainte n'est pas rationnelle avec un bon pistolet contemporain car les mécanismes de sécurité rendent cela théoriquement impossible.
Une nouvelle variante du Simple action a été introduite avec le système Fast action de chez Glock qui est le « Simple Action pré-armé ».

### SA/DA
Le pistolet double action se porte cartouche chambrée et chien désarmé puisqu'une action sur la queue de détente l'armera.
La platine SA/DA (Simple Action/Double Action) offre plusieurs mode de fonctionnement. Le premier coup peut être tiré en SA, en DA ou bien dans un mode intermédiaire, par lequel le poids de départ comme à course de queue de détente sont plus réduits qu'en DA mais plus élevés qu'en SA.
Mais les utilisateurs peu entraînés redoutent son poids de départ élevé et la longue course de queue de détente ainsi que, sitôt le premier coup tiré, la transition vers le mode de fonctionnement simple action. L'arme est en outre plus complexe à sécuriser après son emploi.
Note : certains fabricants emploient d'autres noms commerciaux. Glock, par exemple, appelle ce type de platine Fast Action tandis que pour Walther il s'agit de Quick Action.

### DAO
La complexité de manœuvre (armement préalable ou non, nécessité de désarmement après tir) d'armes ayant un fonctionnement possible en simple SA pour les tireurs peu entraînés, amenèrent à modifier la platine d'un pistolet double action de sorte que son chien ne soit pas réarmé par le mouvement effectué par la culasse durant le tir. Les platines correspondantes sont appelées DAO (Double Action Only), ou double action stricte en français car l'arme ne peut plus fonctionner qu'en mode double action. Ce type de platine, émergeant dans les années 1990, équipe de plus en plus souvent des armes destinées à des individus dont l'entraînement au tir est minimal. Cependant, le premier pistolet "Double Action Only" est le pistolet de poche LeFrançais de Manufrance qui date de 1913.
Il transforme les défauts de la double action en qualités, son fonctionnement simple et sûr permet de porter l'arme chien à l'abattu donc dans des conditions de sûreté élevées, d'éviter les départs inopinés (coup de doigt) rendus moins probables par le poids de départ plus élevé qu'en simple action mais également de simplifier l'utilisation de l'arme et ne nécessite pas d'opération particulière après usage (désarmement du chien).
Ces caractéristiques emportent la décision lorsque l'arme est employée en présence de parties non hostiles, sous un stress extrême et mal maîtrisé même s'il ne résout pas les autres embarras de la DA (poids de départ trop élevé et trop longue course de la queue de détente).
Chez SIG-Sauer et Heckler & Koch, il existe des mécanismes de DAO à pression constante appelée respectivement DAK (Double action Kellermann du nom de son inventeur)  et LEM (Law Enforcement Modification).